# 袋井北祭り
袋井北祭りは袋井市の北地区(袋井北小学区)で10月に行われる祭礼。五穀豊穣、無病息災を願い、引き回しを行う。
お囃子は、ほとんどが森町で活動している「常盤会」宗派である。石松囃子、屋台下(弥太下)、掛塚囃子(宮囃子)、鉄火囃子、雨垂れ囃子(雨ん垂囃子)が主である。地区によってはやらないお囃子もある。
全部で16町の屋台が集結する。
例年、袋井北小前での「16車連合」が行われていたが、2018年の祭りでは場所を変えた。
［参加町］
・葵町－あおい
・旭町－旭栄車
・泉町－泉龍車
・可睡－鳳凰車
・上久能－鳳凰車
・北町－鳳凰車
・天神町－天神車
・下久能－天満車
・田町－天恵車
・中久能－瑞鳳車
・堀越上－鳳越車
・堀越下－祥南車
・山科上－賀茂社
・山科下－西龍車
・鷲巣上－瑞光車
・鷲巣下－鷲栄車